# Спартак (Хауърд Фаст)
„Спартак“ (на английски: Spartacus) е исторически роман на американския писател Хауърд Фаст, публикуван през 1951 г. Неговият главен герой е Спартак, известният водач на голямото въстание на робите срещу Древен Рим, а сюжетът описва тези събития.
Фаст написва романа в затвора, където излежава присъда за неуважение към Конгреса на САЩ, т.е. отказ да отговори на въпроси от Комитета за неамерикански дейности на Конгреса относно финансовите поддръжници на сиропиталище за ветерани от Испанската гражданска война. Фаст е член на Комунистическата партия на Съединените щати и романът е значително повлиян от неговите комунистически убеждения; Спартак е изобразен в романа като предтеча на комунистически революционер, т.е. символ на борбата срещу потисничеството.
След освобождаването си от затвора Фаст е включен в черния списък като вид държавен враг, нито един от утвърдените американски издатели не иска да публикува романа му в атмосферата на Втората червена паника. (периоди на страх от „червената заплаха“, урегулирани със Закон за имиграцията от 1903 г. и Закон за имиграцията от 1918 г.) Въпреки това той успява да го публикува сам, с помощта на приятел.
Днес романът на Фаст е най-известен като основа за известния игрален филм на Стенли Кубрик от 1960 г. През 2004 г. е прожектиран отново под формата на телевизионен минисериал, където главният герой е представен от Горан Вишнич.

## На български език
- Фаст, Хауърд. Спартак.   ИК „Нике-НТ-89“; НСМ Медиа, 2014. ISBN 9789549913453. с. 352.